# Cryptoportique de Santi Quaranta
Le cryptoportique de Santi Quaranta est un système d'anciennes galeries en usage dans la Rome antique proche de la Basilique Notre-Dame-de-Grâces de Bénévent à Bénévent, province de Bénévent en Campanie,.
Ce cryptoportique est un ensemble de galeries couvertes voûtées qui fut réutilisé au Moyen Âge pour construire une église dédiée aux quarante martyrs de Sébaste qui, bien que disparue, lui donne encore aujourd'hui son nom. Il a été gravement endommagé par les bombardements qui ont touché Bénévent pendant la Seconde Guerre mondiale. Les soi-disant Grottoni de l'époque romaine, situés dans le complexe des Santi Quaranta, furent la propriété de la famille de Nicola Collarile (it) du XVIe jusqu'au XXe siècle. Le site est actuellement entretenu par un groupe de bénévoles.

## Historique
La période de construction et la fonction du cryptoportique ne sont pas documentées par des sources romaines, mais on pense qu'il s'agissait d'un bâtiment de grande importance, en raison de sa taille et de sa position panoramique : il est en effet situé en face du pont Leproso, qui constituait l'entrée de la Via Appia à Bénévent en provenance de Rome.

## Description

Plan du cryptoportique.

Lorsque, à la fin du XIXe siècle, Almerico Meomartini (it) réalisa son étude détaillée, le cryptoportique se composaient de trois couloirs, les mêmes dont les vestiges sont visibles aujourd'hui. À l'ouest des couloirs se trouvent les restes de petites pièces à caractère rural, peut-être construites à partir du déclassement de l'église de Santi Quaranta jusqu'après la Seconde Guerre mondiale. Meomartini ignorait l'existence d'un niveau au-dessus des couloirs, découvert seulement lors des restaurations de 1985.

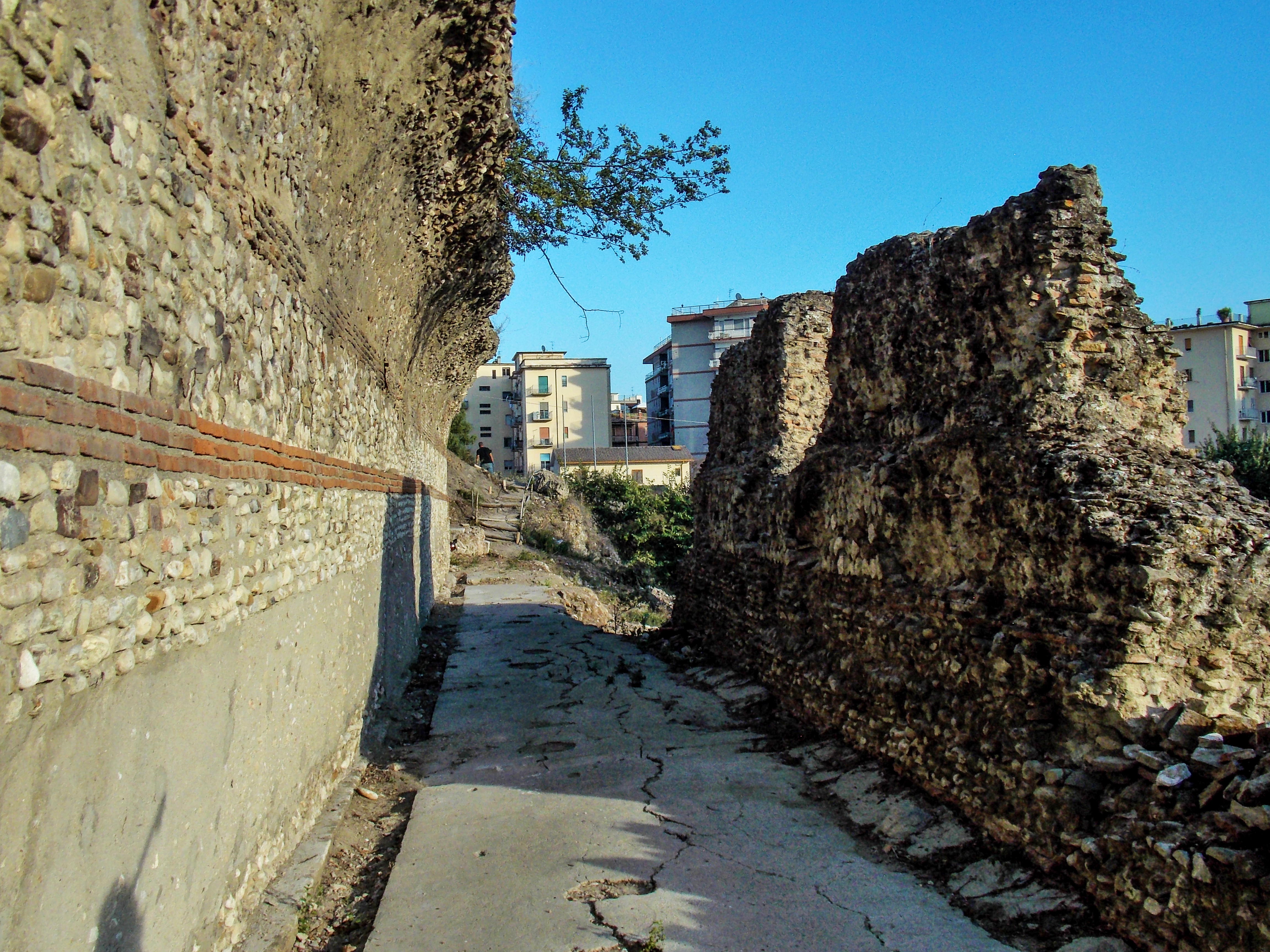
Corridor longitudinal.

Le couloir longitudinal, long de 60 m, est orienté dans la direction WE ; les deux couloirs plus petits s'insèrent presque orthogonalement dans le côté nord de celui-ci, pénétrant ainsi dans la terrasse naturelle sur laquelle se dresse la basilique. L'un d'eux est situé à l'extrémité est du corridor majeur, tandis que l'accès à l'autre est situé à environ 1/3 de la longueur du corridor majeur à partir de l'extrémité est.

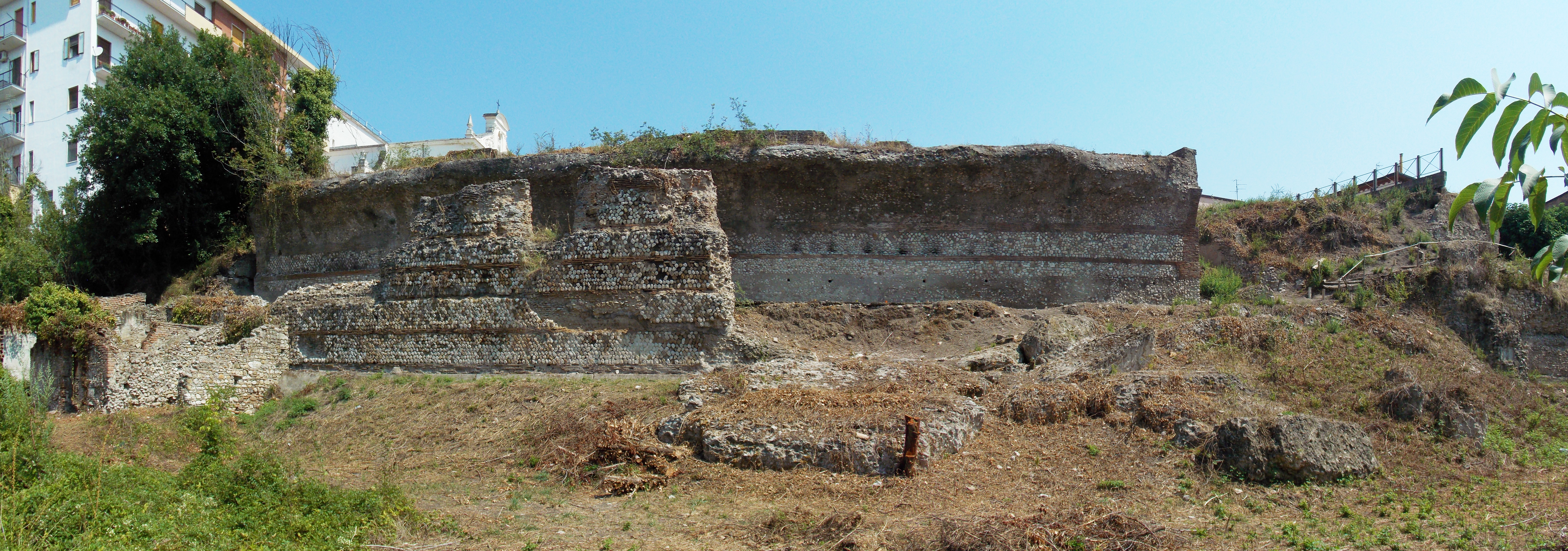
Vue extérieure du côté ouest du couloir principal.

Cette pièce principale, même si elle devait ressembler à la manière dont Meomartini la décrivait déjà au XVIIIe siècle, était un vestige d'une galerie beaucoup plus longue. Des constructions se poursuivant sur la même ligne (encore partiellement visibles) ont été identifiées par l'architecte aux deux extrémités ; au total, avec le couloir restant, ils couvraient 546 m. Si l'on ajoute à cela un environnement voûté couvert observé dans les années 1980 sous une maison de la Via Luca Mazzella dans le centre historique, on peut émettre l'hypothèse que le complexe mesurait plus de 600 m de longueur.
Le deuxième niveau du bâtiment, à peu près à la hauteur de la basilique, conserve quelques vestiges de plusieurs pièces. Ce niveau supérieur conserve quelques morceaux de paquet en opus spicatum  et quelques bases de colonnes